# Parc de la Favara
La Favara (de l’arabe al-Fawwara : « la source ») ou parc de Maredolce est un parc royal sicilien de style normand à Palerme.

## Historique
Construit pour le roi normand Roger II de Sicile, avant 1153 et peut-être identifiable avec le Qaṣr Jaʿfar (le Palais de Jaʿfar) vu par Ibn Giubayr en 1184, et que Michele Amari associe au nom de l’émir kalbite qui a régné à Palerme de 998 à 1019.
Situé sur le bord oriental de Palerme, le parc de la Favara de Maredolce complète le quartier Brancaccio. Le vieux parc se composait d’un palais : le château Maredolce, d’un jardin d’agrément et d’un lac artificiel déjà estimé d’une étendue d’environ 40 hectares, mais qui ne s’étendait probablement pas à plus de 17, comme on peut le voir à partir de la position des restes de la digue qui le barrait et de la lecture des photos aériennes zénithales. L’archevêque de Salerne, Romuald de Salerne, décrit dans sa Chronicon sive Annales comment le roi Roger fit enlever beaucoup de terre pour former le lac artificiel sur les bords duquel il fit construire un magnifique palais, dont la typologie nous ramène au petit pavillon-îlot du palais de la Zisa ou au palais de la Cuba. Le château Maredolce, qui existe toujours, a récemment été restauré, mais il reste fermé au public.

## Le jardin
Le parc autour du château et de l’étang était un jardin caractérisé par de nombreuses espèces d’arbres (en particulier d’agrumes et autres arbres fruitiers) et d’animaux exotiques, de voies navigables, suivant modèle des jardins islamiques dans l’Afrique et l’Espagne de l’époque, et en particulier à l’agdal du Maghreb, caractérisé par des vergers et de l’eau. L’eau, vitale pour les plantes, comme symbole de purification et de renaissance, était l’élément central dans le jardin conçu comme une représentation du paradis musulman.
Le centre du bassin comportait une île uniquement accessible par bateau avec des palmiers et des bosquets d’agrumes. L’ensemble du complexe était entouré de jardins luxuriants. Partiellement intact dans sa surface d’origine, le parc de la Favara se trouve aujourd’hui en bordure d’un quartier de banlieue. Si la spéculation constructrice qui s’est arrêtée au bord du bassin, collectant toujours les eaux de la montagne voisine, a protégé le parc, la spéculation récente et les abus de gens sans scrupules, constituent également une menace pour les dernières parties restantes. Les sources principales qui l’alimentaient ont, en revanche, été captées par l’aqueduc communal, juste en amont de l’autoroute A19.

## Lessollazzi regi
Le parc de la Favara faisait partie du système de résidences royales de délassements, les Sollazzi Regi (it) (« amusements royaux »), qui ont connu l’apothéose de leur splendeur sous le règne de Guillaume le Bon : la Cuba Sottana, aujourd’hui le palais de la Cuba, la Cuba Soprana (aujourd’hui Villa Napoli) avec une salle voisine de la Cubola, à la fois dans un grand lac artificiel entouré de verdure, le château de la Zisa, et enfin le château de l’Uscibene, en état de complète dégradation dans le Fondo Caro provoquée par la pratique de constructions illicites.
On a appelé Genoardo (Jannat al-Ard, c’est-à-dire  « Le jardin – ou le paradis – de la terre ou des roses, en arabe) le système de résidences à l’est des murs de la ville, qui a grandement impressionné les visiteurs.

## Littérature
C’est précisément là, à la Cuba, entre les eaux et les arbres qui l’entouraient, que Boccace a placé l’un des contes de son Décaméron, qui raconte l’histoire d’amour entre Gian di Procida – petit-fils du héros éponyme des grandes Vêpres siciliennes – et Restituta, une belle jeune fille d’Ischia enlevée par « de jeunes Siciliens » pour l’offrir comme cadeau au roi de Sicile d’alors, Frédéric II d’Aragon. Lorsque Boccace a écrit son Décaméron au milieu du XIVe siècle, le déclin des parcs royaux qui faisaient la fierté de la ville, passée depuis sous le contrôle des Angevins haïs, avait déjà commencé. L’époque de la Palerme « heureuse » qui, selon Al Idrissi, était alors « la plus grande et la plus belle métropole du monde » avec ses vastes plaines vertes et ses lieux de délices (mustanaza), était terminée. Mais la trace laissée par cette période de gloire était si brillante qu’elle continuait d’impressionner Boccace, même après plusieurs siècles.